# John Hartford
John Cowan Hartford  (New York, 30 de dezembro de 1937 – 4 de junho de 2001) foi um bandolinista, guitarrista acústico, violinista, banjoísta, dançarino, piloto de rebocador e barco fluvial a vapor, compositor e cantor folk e country americano. Ficou conhecido por sua maestria no violino e no banjo, bem como por suas letras espirituosas, estilo vocal único e amplo conhecimento da cultura sobre o rio Mississipi. Hartford se apresentou com uma variedade de conjuntos ao longo de sua carreira, e talvez seja mais conhecido por suas interpretações solo, onde ele trocava guitarra, banjo e violino de música a música. Ele também inventou o seu próprio movimento de dança com pequenos tapas, e um sapateado sobre um tablado de madeira compensada amplificado enquanto ele tocava e cantava.

## Vida
John Harford (ele mudaria seu nome para Hartford mais tarde na vida a mando de Chet Atkins) nasceu em 30 de dezembro de 1937 na cidade de Nova Iorque dos pais e Dr. Carl e Maria Harford. Passou sua infância em St. Louis, Missouri. Lá, ele foi exposto à influência que moldaria grande parte da sua carreira e sua música-o rio Mississipi. A partir do momento que ele conseguiu seu primeiro emprego no rio, aos 16 anos, Hartford estava sempre em torno, ou a cantar sobre o rio.
Suas primeiras influências musicais vieram de transmissões de rádio dos Grand Ole Opry em Nashville, e incluiam Earl Scruggs, inventor nominal do estilo bluegrass de três dedos de tocar banjo. Hartford dizia muitas vezes que a primeira vez que ouviu Earl Scruggs tocar o banjo mudou sua vida. Aos 13 anos, Hartford tinha conseguido ser um tocador de violino no estilo dos velhos-tempos e tocava também o banjo, e ele logo aprendeu a tocar a guitarra acústica e o bandolim também. Hartford formou sua primeira banda de bluegrass, enquanto ainda estava no colegial em John Burroughs School. Depois do colegial ingressou na Universidade de Washington, completou quatro anos de um programa de artes comerciais e saiu para se dedicar à música, no entanto ele recebeu mais tarde um diploma em 1960. Ele mergulhou no cenário musical local, trabalhando como DJ, tocando em bandas e, ocasionalmente, singles de gravação de rótulos local. Em 1965, ele se mudou para Nashville, o centro da indústria da música country. Em 1966, ele assinou com a RCA Victor, e produziu seu primeiro álbum, Looks at Life, no mesmo ano.
Em 1967, o segundo álbum de Hartford Earthwords & Music gerou seu primeiro grande sucesso, "Gentle On My Mind". Sua gravação da canção tinha sido apenas um modesto sucesso, mas atraiu a atenção de Glen Campbell, que gravou sua própria versão, que deu a canção uma publicação muito mais ampla. No Grammy de 1968, a canção rendeu quatro prêmios, dos quais dois foram para Hartford; tão importante, que se tornou uma das canções de país mais gravadas de todos os tempos, e os royalties que trouxeram para Hartford permitiram a ele uma grande independência financeira; Hartford diria mais tarde que a música comprou a sua liberdade. Conforme sua popularidade cresceu, mudou-se para a Costa Oeste, onde tornou-se um convidado regular na "Smothers Brothers Comedy Hour"; seguiram-se outras aparições na televisão, como apresentações de gravações com diversos artistas de países importantes. Tocou também com o grupo The Byrds em seu álbum Sweetheart of the Rodeo. O sucesso de "SmoBro" foi o suficiente para que a Hartford fosse oferecido o papel principal em uma série policial de TV, mas ele se recusou para voltar para Nashville e se concentrar em sua música. Ele também foi um participante regular no programa The Glen Campbell Goodtime Hour (O tocador de banjo, que se levantava do seu lugar na platéia para começar a música tema) e o The Johnny Cash Show.
Um concerto ao vivo de John Hartford era uma experiência íntima e envolvente. Ele era uma verdadeira "banda de um homem só" e utilizava não só uma infinidade de instrumentos de cordas, mas também uma variedade de adereços, tais como placas de madeira compensada com areia e cascalho sobre a qual ele pisava, chutava, e raspava a criar toda sorte de ruídos de fundo naturais e orgânicos.

## Newgrass
Durante os anos 1968-1970, Hartford gravou quatro álbuns mais para a RCA: The Love Album, Housing Project, John Hartford, e Iron Mountain Depot. Em 1971, mudou-se para a Warner Bros Records, onde foi lhe dado mais liberdade para gravar em seu estilo não-tradicional. Lá, como vocalista de uma banda que incluía Vassar Clements, Tut Taylor e Norman Blake, gravou diversos álbuns extraordinários que deram o tom de sua carreira posterior, incluindo os aclamados Aereo-Plain e Morning Bugle. Do primeiro, Sam Bush disse: "Sem o Aereo-Plain (e a banda Aereo-Plain), não haveria música newgrass."
Trocando alguns anos depois para o rótulo Flying Fish, Hartford continuou a participar na experimentação com países não-tradicionais e estilos de bluegrass, que ele e artistas como Bush estavam envolvidos naquela altura. Entre suas gravações estavam dois álbuns em 1977 e 1980, com Doug e Rodney Dillard do grupo The Dillards, com Bush como músico de apoio, e com uma diversidade de canções que incluiu "Boogie On Reggae Woman" e "Yakety Yak".
Mark Twang de Hartford, vencedor do Grammy, apresenta Hartford tocando solo, lembrando de suas performances solo ao vivo tocando o violino, banjo, violão, e placas de madeira compensada para tocar com seus pés. Ao mesmo tempo, ele desenvolveu um espetáculo teatral, que viajou em diversas formas desde meados dos anos 1970 até pouco antes de sua morte.
Hartford passou a mudar de rótulos de várias vezes ao longo de sua carreira; em 1991, inaugurou seu próprio rótulo, Small Dog a'Barkin'. Mais tarde, na década de 1990, ele mudou novamente, para o rótulo Rounder. Por esse rótulo e uma série de selos menores, ele gravou uma série de gravações idiossincráticas, muitas das quais retornando as primeiras formas de folk e country music. Entre eles estava o álbum de 1999,Retrograss, gravado com Mike Seeger e David Grisman, oferecendo bluegrass tirado de canções tais como "(Sittin' On) the Dock of the Bay", "Maybellene", "When I'm Sixty-Four" e "Maggie's Farm".
Ele gravou várias canções para a trilha sonora do filme O Brother, Where Art Thou?, ganhando outro Grammy por seu desempenho, e fez sua última turnê em 2001 com a turnê Down from the Mountain que cresceu a partir desse filme e seus acompanhantes de álbum. Durante a execução no Texas, em abril daquele ano, ele descobriu que não podia mais controlar suas mãos devido a uma batalha de mais de 20 anos com um linfoma não-Hodgkin e sua carreira estava terminada.
Apesar de Hartford é considerado um cofundador do movimento newgrass, ele permaneceu profundamente ligado à música tradicional também. Sua última banda e últimos discos refletem o seu amor pela música pré-bluegrass dos velhos tempos. De acordo com uma entrevista com Don Swain, ele descreveu seu amor pelas músicas raras e quase esquecidas do violino da região dos Apalaches e do sopé do Missouri.
A dicotomia é uma das características mais atraentes de Hartford, que enquanto ele estava na vanguarda de expandir as fronteiras da música tradicional, ele permaneceu profundamente ligado às raízes da música popular americana.

## Vapores do Mississippi
A cultura do rio Mississippi e seus vapores cativou Hartford desde a mais tenra idade. Ele disse que teria sido o trabalho de sua vida "mas a música ficou no caminho", assim ele combinou os dois sempre que possível. Nos anos 70, Hartford obteve sua licença de piloto de barcos a vapor, que ele usou para ficar perto do rio que ele amava; por muitos anos, ele trabalhou como piloto no steamboat Julia Belle Swain durante os verões. Ele também trabalhou como piloto de rebocador sobre os rios Mississippi, Illinois, e Tennessee.
Durante seus últimos anos, ele voltava para o rio a cada verão. "Trabalhar como um piloto é um trabalho de amor", ele dizia. "Depois de um tempo, ele se torna uma metáfora para um monte de coisas, e eu acho que por alguma razão misteriosa se eu ficar em contato com ele, as coisas parecem que vão dar tudo certo". Sua residência em Madison, Tennessee estava situada em uma curva do rio Cumberland e construída para simular a visão de um deck de navio a vapor. Ele costumava falar com os capitães de barco pelo rádio a medida que os barcos eram vistos ao longo do rio, e a curva do rio Cumberland é conhecida como "Curva Hartford" nos mapas.
Um violinista realizado e tocador de banjo, Hartford, foi simultaneamente uma voz inovadora na cena do país e uma lembrança emocionante de uma época desaparecida. Junto com suas próprias composições, como Long Hot Summer Days e Kentucky Pool, Hartford foi um volumoso repositório de antigas músicas, ensejos e histórias sobre rios. Ele poderia passar horas falando sobre os dias de glória dos barcos a vapor ou demonstrando as chamadas que o mais famoso cronista do rio tomou como seu nome, "Mark Twain" (ou "duas braças"). Hartford foi também o autor de Steamboat in a Cornfield, um livro infantil que conta a verdadeira história do vapor do rio Ohio, o Virginia e seu episódio um pouco cômico de encalhar em um milharal.

## Últimos Anos
Na época de sua morte, Hartford também estava trabalhando na biografia do violinista cego Ed Haley. O álbum de Hartford The Speed of the Old Longbow é uma coleção de músicas de Haley. Hartford também forneceu narração de vários documentários de Ken Burns. 
Hartford recebeu uma estrela na St. Louis Walk of Fame.
A partir da década de 1980, Hartford lutou contra um linfoma não-Hodgkin. Em 4 de junho de 2001 no Centennial Medical Center em Nashville, aos 63 anos, morreu da doença.
Em honra do seu trabalho, ele recebeu um prêmio póstumo de Presidentes da Americana Music Association em Setembro de 2005.

## Obras
Hartford gravou mais de 30 álbuns, que variam em um amplo espectro de estilos - do country tradicional das suas primeiras gravações na RCA, o som novo e experimental de suas primeiras gravações newgrass, ao estilo folk tradicional a que muitas vezes ele voltou mais tarde, em sua vida. Os álbuns de Hartford também variam muito em formalidade, a partir da imponente e ordenada valsa anual para as gravações de cunho mais bruto e menos recortado que tipificou muitos de seus álbuns posteriores.
Aereo-Plain e Morning Bugle são frequentemente consideradas ser o trabalho mais influente de Hartford, vindo como fizeram no início de um período em que artistas como Hartford e o New Grass Revival, liderados por Sam Bush, iriam criar uma nova forma de música country, misturando fundos de country com influências de uma série de outras fontes. Seus últimos anos, tiveram uma série de álbuns ao vivo, bem como gravações onde explorou o repertório dos velhos tempos música popular(folk music). Ele desenhou a capa de alguns dos seus discos de meio de carreira, desenhando com ambas as mãos simultaneamente.
Hartford é lembrado como um artista influente e pioneiro. Nunca vinculado pelas limitações de um gênero, gravou onde seus interesses o levaram. Se apresentando e gravando até sua doença o tornar incapaz de continuar, Hartford contribuiu com um vasto e único corpo de trabalho para a biblioteca da música americana.